# Frederick Low

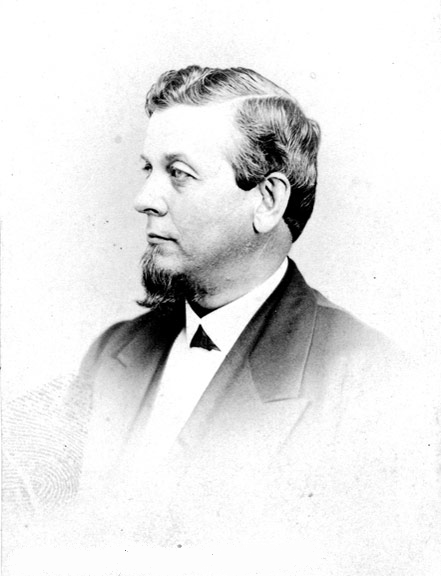
Frederick Low

Frederick Ferdinand Low (* 30. Januar 1828 in Frankfort, Waldo County, Maine; † 21. Juli 1894 in San Francisco, Kalifornien) war der neunte Gouverneur von Kalifornien. Diesen Bundesstaat vertrat er außerdem im US-Repräsentantenhaus.

## Werdegang
Low absolvierte die Hampden Academy in Maine. 1849 wanderte er nach Kalifornien aus und wurde in San Francisco im Frachtgeschäft tätig. Zwischen 1854 und 1861 war er im Bankgewerbe beschäftigt.
Als Mitglied der Republikanischen Partei wurde er 1860 in das US-Repräsentantenhaus in Washington, D.C. gewählt. Dort konnte er nach einigen politischen Kontroversen seinen Sitz erst am 3. Juni 1862 einnehmen. Er verblieb bis zum Ende der Amtszeit am 3. März 1863 im Kongress. 1862 hatte er auf eine erneute Kandidatur verzichtet. Nach einer kurzen Übergangszeit in der Hafenverwaltung von San Francisco wurde er zum Gouverneur von Kalifornien gewählt. Seine Amtszeit währte vom 10. Dezember 1863 bis zum 5. Dezember 1867. Low war der letzte kalifornische Gouverneur der Bürgerkriegszeit. In seiner Amtszeit wurden der Yosemite-Nationalpark eingerichtet und die California State University etabliert. Außerdem war er der erste Gouverneur, der nicht mehr auf zwei, sondern auf vier Jahre gewählt wurde.
Nach dem Ende seiner Amtszeit war er von September 1869 bis Juli 1873 als Nachfolger von John Ross Browne Botschafter der Vereinigten Staaten im Kaiserreich China. Danach widmete er sich in San Francisco wieder seinen privaten Geschäften. Er starb 1894 und wurde auf dem Cypress Lawn Memorial Park in Colma bestattet.